# Nicola Zingaretti
Nicola Zingaretti (Roma, Italia, 11 de octubre de 1965) es un político italiano, presidente de la región del Lacio hasta 2023. Actualmente ejerce de eurodiputado. Anteriormente ha sido presidente de la Unión Internacional de Juventudes Socialistas y de secretario general del Partido Democrático.

## Biografía
Tiene dos hermanos: Luca (actor) y Angela. Diputado en el Parlamento Europeo entre 2004 y 2008 dentro del Grupo Socialista. Electo presidente de la provincia de Roma en 2008, ejerció como tal desde el 30 de abril de dicho año hasta el 27 de diciembre de 2012. Se convirtió en presidente regional del Lacio el 12 de marzo de 2013.
Representante del ala más izquierdista del Partido Democrático, en marzo de 2019 ganó las primarias para elegir al secretario general del partido, imponiéndose a Maurizio Martina y Roberto Giachetti.
En marzo de 2020 anunció haber dado positivo en un test de SARS-CoV-2.